# Gastrolepidia clavigera
Gastrolepidia clavigera är en ringmaskart som beskrevs av Schmarda 1861. Gastrolepidia clavigera ingår i släktet Gastrolepidia och familjen Polynoidae. Inga underarter finns listade i Catalogue of Life.